# James de Rijk

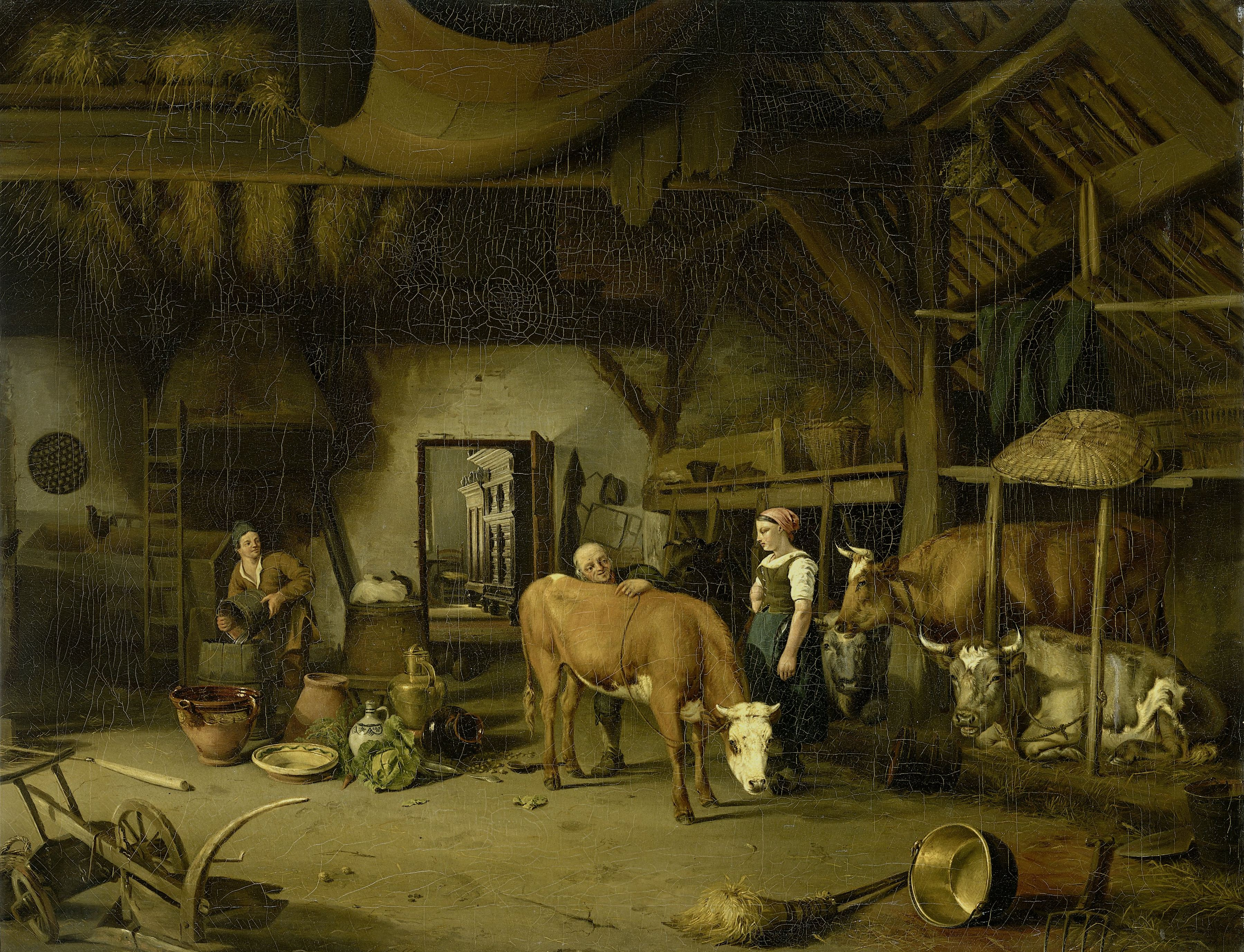
Beim Bauern

James de Rijk (* 17. Mai 1806 in Hilversum; † 10. November 1882 ebenda) war ein niederländischer Landschafts- und Tiermaler.
James de Rijk war Schüler von Jan van Ravenswaay. 1826 unternahm er mit seinem Freund Pieter Frederik van Os eine Studienreise durch Belgien und die Grafschaft Bentheim. 1828 wurde er zum Mitglied der Amsterdamer Koninklijke Academie van Beeldende Kunsten ernannt. Ab 1838 war er Mitglied der Vereinten Zeichnungsgesellschaften „Door tot Hooger“ und „Arti Sacrum“ in Rotterdam.
Er malte meist Landschaften mit Kühen und Pferden. Daneben beschäftigte er sich mit der Zeichnung und Lithografie. Zu seinen Schülern gehörten u. a. Cornelis Bijlard (1813–1855), Helmert Richard van der Flier (1827–1899), Hendrik Jan Hein (1822–1866), Lion Schulman (1851–1943) und Ferdinand Hendrik Sijpkens (1813–1860).